# Валелонга
Валело̀нга (на италиански: Vallelonga) е село и община в Южна Италия, провинция Вибо Валентия, регион Калабрия. Разположено е на 646 m надморска височина. Населението на общината е 703 души (към 2012 г.).